# 400-Meter-Lauf
Der 400-Meter-Lauf ist die längste Sprintdisziplin in der Leichtathletik und wird sowohl bei Freiluft- als auch bei Hallenwettkämpfen ausgetragen. Außerdem ist er die fünfte Teildisziplin des Zehnkampfes der Männer und wird auch als Staffelwettbewerb durchgeführt, siehe 4-mal-400-Meter-Staffel.
Bei Freiluftwettkämpfen legt jeder Läufer die gesamte Distanz in einer eigenen Bahn zurück, wobei diese nicht verlassen werden darf. Bei Hallenwettkämpfen wird nur bis nach der zweiten Kurve (etwa 150 m) in eigenen Bahnen zurückgelegt. Danach dürfen alle Läufer auf die Innenbahn einschneiden und diese bis zum Ziel nutzen. Bei Staffelwettkämpfen läuft nur der Startläufer komplett in einer eigenen Bahn. Der zweite Läufer darf auf der Gegengeraden auf die Innenbahn einschneiden.
Der Start erfolgt im Tiefstart von Startblöcken und zum Ausgleich der Kurvenlänge der verschiedenen Bahnen versetzt.
Die schnellsten Männer erreichen Zeiten um 43 Sekunden. Das entspricht einer Geschwindigkeit von 9,30 m/s oder 33,49 km/h.
Die schnellsten Frauen erreichen Zeiten um 48 Sekunden. Das entspricht einer Geschwindigkeit von 8,33 m/s oder 30,0 km/h.
Bei Olympischen Spielen laufen die Männer seit 1896 in Athen und die Frauen seit 1964 in Tokio die 400-Meter-Strecke.

## Geschichte
Der 400-Meter-Lauf ist von der Viertelmeile (440 Yards = 402,336 m) abgeleitet – einer Strecke, die zu Beginn der modernen Leichtathletik Ende des 19. Jahrhunderts in den englischsprachigen Ländern üblich war. Der erste 400-Meter-Lauf in Deutschland wurde 1892 in Berlin ausgetragen.
Rekorde werden seit 1960 nur anerkannt, wenn auf einer 400-Meter-Bahn gelaufen wurde. Bis dahin wurden auch Rekorde auf 500- und 600-Meter-Bahnen registriert, die durch die kürzeren Kurvenstrecken Vorteile brachten. Frauenrekorde werden seit 1957 geführt.
Die erste 400-Meter-Bahn in Deutschland wurde am 28. August 1905 in Ricklingen bei Hannover eingeweiht, allerdings wegen ihrer ungünstigen Lage kaum genutzt.

## Meilensteine
Männer
- erster Läufer unter 50 Sekunden: 49,2 s,  Lon Myers, 1879
- erster offiziell von der IAAF anerkannter Weltrekord: 47,8 s,  Maxie Long, 1900
- erster Läufer unter 47 Sekunden: 46,4 s,  Ben Eastman, 1932
- erster Läufer unter 46 Sekunden: 45,9 s,  Herb McKenley, 1948
- erster Läufer unter 45 Sekunden: 44,9 s,  Otis Davis und  Carl Kaufmann, 1960
- erster Läufer unter 44 Sekunden: 43,86 s,  Lee Evans, 1968

Frauen
- erste Läuferin unter 54 Sekunden: 53,9 s,  Marija Itkina, 1955
- erste Läuferin unter 53/52 Sekunden: 51,9 s,  Shin Kim Dan, 1962
- erste Läuferin unter 51/50 Sekunden: 49,9 s,  Irena Szewińska, 1974
- erste Läuferin unter 49 Sekunden: 48,94 s,  Marita Koch, 1978
- erste Läuferin unter 48 Sekunden: 47,99 s  Jarmila Kratochvílová, 1983

## Erfolgreichste Sportler
International
- Michael Johnson: zwei Olympiasiege (1996 und 2000) und vier Weltmeistertitel (1993, 1995, 1997, 1999)
- Marie-José Perec: zwei Olympiasiege (1992 und 1996) und zwei Weltmeistertitel (1991 und 1995)
- Cathy Freeman: zwei Weltmeistertitel (1997 und 1999), Olympiasiegerin 2000, Olympiazweite 1996

Erfolgreichste Deutsche
- Marita Koch: Olympiasiegerin 1980, Inhaberin des gültigen Weltrekords (47,60 s; Stand: Juni 2025)
- Monika Zehrt: Olympiasiegerin 1972
- Thomas Schönlebe: Weltmeister 1987

## Statistik

### Medaillengewinner der Olympischen Spiele

#### Männer
| Jahr | Goldmedaille       | Silbermedaille       | Bronzemedaille                    |
| ---- | ------------------ | -------------------- | --------------------------------- |
| 1896 | Thomas Burke       | Herbert Jamison      | Charles Gmelin                    |
| 1900 | Maxie Long         | William Holland      | Ernst Schultz                     |
| 1904 | Harry Hillman      | Frank Waller         | Herman Groman                     |
| 1906 | Paul Pilgrim       | Wyndham Halswelle    | Nigel Barker                      |
| 1908 | Wyndham Halswelle  | –                    | –                                 |
| 1912 | Charles Reidpath   | Hanns Braun          | Edward Lindberg                   |
| 1920 | Bevil Rudd         | Guy Butler           | Nils Engdahl                      |
| 1924 | Eric Liddell       | Horatio Fitch        | Guy Butler                        |
| 1928 | Ray Barbuti        | James Ball           | Joachim Büchner                   |
| 1932 | Bill Carr          | Ben Eastman          | Alex Wilson                       |
| 1936 | Archie Williams    | Godfrey Brown        | James LuValle                     |
| 1948 | Arthur Wint        | Herb McKenley        | Mal Whitfield                     |
| 1952 | George Rhoden      | Herb McKenley        | Ollie Matson                      |
| 1956 | Charles Jenkins    | Karl-Friedrich Haas  | Voitto Hellsten Ardalion Ignatjew |
| 1960 | Otis Davis         | Carl Kaufmann        | Malcolm Spence                    |
| 1964 | Mike Larrabee      | Wendell Mottley      | Andrzej Badeński                  |
| 1968 | Lee Evans          | Larry James          | Ron Freeman                       |
| 1972 | Vince Matthews     | Wayne Collett        | Julius Sang                       |
| 1976 | Alberto Juantorena | Fred Newhouse        | Herman Frazier                    |
| 1980 | Wiktor Markin      | Rick Mitchell        | Frank Schaffer                    |
| 1984 | Alonzo Babers      | Gabriel Tiacoh       | Antonio McKay                     |
| 1988 | Steve Lewis        | Butch Reynolds       | Danny Everett                     |
| 1992 | Quincy Watts       | Steve Lewis          | Samson Kitur                      |
| 1996 | Michael Johnson    | Roger Black          | Davis Kamoga                      |
| 2000 | Michael Johnson    | Alvin Harrison       | Gregory Haughton                  |
| 2004 | Jeremy Wariner     | Otis Harris          | Derrick Brew                      |
| 2008 | LaShawn Merritt    | Jeremy Wariner       | David Neville                     |
| 2012 | Kirani James       | Luguelín Santos      | Lalonde Gordon                    |
| 2016 | Wayde van Niekerk  | Kirani James         | LaShawn Merritt                   |
| 2020 | Steven Gardiner    | Anthony Zambrano     | Kirani James                      |
| 2024 | Quincy Hall        | Matthew Hudson-Smith | Muzala Samukonga                  |

#### Frauen
| Jahr | Goldmedaille             | Silbermedaille           | Bronzemedaille           |
| ---- | ------------------------ | ------------------------ | ------------------------ |
| 1964 | Betty Cuthbert           | Ann Packer               | Judy Amoore              |
| 1968 | Colette Besson           | Lillian Board            | Natalja Petschonkina     |
| 1972 | Monika Zehrt             | Rita Wilden              | Kathy Hammond            |
| 1976 | Irena Szewińska          | Christina Brehmer-Lathan | Ellen Streidt            |
| 1980 | Marita Koch              | Jarmila Kratochvílová    | Christina Brehmer-Lathan |
| 1984 | Valerie Brisco-Hooks     | Chandra Cheeseborough    | Kathy Smallwood-Cook     |
| 1988 | Olga Bryzgina            | Petra Müller             | Olga Nasarowa            |
| 1992 | Marie-José Perec         | Olga Bryzgina            | Ximena Restrepo          |
| 1996 | Marie-José Perec         | Cathy Freeman            | Falilat Ogunkoya         |
| 2000 | Cathy Freeman            | Lorraine Graham          | Katharine Merry          |
| 2004 | Tonique Williams-Darling | Ana Guevara              | Natalja Antjuch          |
| 2008 | Christine Ohuruogu       | Shericka Williams        | Sanya Richards           |
| 2012 | Sanya Richards-Ross      | Christine Ohuruogu       | DeeDee Trotter           |
| 2016 | Shaunae Miller           | Allyson Felix            | Shericka Jackson         |
| 2020 | Shaunae Miller-Uibo      | Marileidy Paulino        | Allyson Felix            |
| 2024 | Marileidy Paulino        | Salwa Eid Naser          | Natalia Kaczmarek        |

### Medaillengewinner der Weltmeisterschaften

#### Männer
| Jahr | Goldmedaille      | Silbermedaille       | Bronzemedaille       |
| ---- | ----------------- | -------------------- | -------------------- |
| 1983 | Bert Cameron      | Michael Franks       | Sunder Nix           |
| 1987 | Thomas Schönlebe  | Innocent Egbunike    | Harry Reynolds       |
| 1991 | Antonio Pettigrew | Roger Black          | Danny Everett        |
| 1993 | Michael Johnson   | Harry Reynolds       | Samson Kitur         |
| 1995 | Michael Johnson   | Harry Reynolds       | Gregory Haughton     |
| 1997 | Michael Johnson   | Davis Kamoga         | Tyree Washington     |
| 1999 | Michael Johnson   | Sanderlei Parrela    | Alejandro Cardenas   |
| 2001 | Avard Moncur      | Ingo Schultz         | Gregory Haughton     |
| 2003 | Tyree Washington  | Marc Raquil          | Michael Blackwood    |
| 2005 | Jeremy Wariner    | Andrew Rock          | Tyler Christopher    |
| 2007 | Jeremy Wariner    | LaShawn Merritt      | Angelo Taylor        |
| 2009 | LaShawn Merritt   | Jeremy Wariner       | Renny Quow           |
| 2011 | Kirani James      | LaShawn Merritt      | Kevin Borlée         |
| 2013 | LaShawn Merritt   | Tony McQuay          | Luguelin Santos      |
| 2015 | Wayde van Niekerk | LaShawn Merritt      | Kirani James         |
| 2017 | Wayde van Niekerk | Steven Gardiner      | Abdalelah Haroun     |
| 2019 | Steven Gardiner   | Anthony Zambrano     | Fred Kerley          |
| 2022 | Michael Norman    | Kirani James         | Matthew Hudson-Smith |
| 2023 | Antonio Watson    | Matthew Hudson-Smith | Quincy Hall          |

#### Frauen
| Jahr | Goldmedaille             | Silbermedaille       | Bronzemedaille          |
| ---- | ------------------------ | -------------------- | ----------------------- |
| 1983 | Jarmila Kratochvílová    | Taťána Kocembová     | Marija Pinigina         |
| 1987 | Olha Bryshina            | Petra Müller         | Kirsten Emmelmann       |
| 1991 | Marie-José Pérec         | Grit Breuer          | Sandra Myers            |
| 1993 | Jearl Miles Clark        | Natasha Kaiser-Brown | Sandie Richards         |
| 1995 | Marie-José Pérec         | Pauline Davis        | Jearl Miles-Clark       |
| 1997 | Cathy Freeman            | Sandie Richards      | Jearl Miles-Clark       |
| 1999 | Cathy Freeman            | Anja Rücker          | Lorraine Graham         |
| 2001 | Amy Mbacké Thiam         | Lorraine Fenton      | Ana Guevara             |
| 2003 | Ana Guevara              | Lorraine Fenton      | Amy Mbacké Thiam        |
| 2005 | Tonique Williams-Darling | Sanya Richards       | Ana Guevara             |
| 2007 | Christine Ohuruogu       | Nicola Sanders       | Novlene Williams        |
| 2009 | Sanya Richards           | Shericka Williams    | Antonina Kriwoschapka   |
| 2011 | Amantle Montsho          | Allyson Felix        | Francena McCorory       |
| 2013 | Christine Ohuruogu       | Amantle Montsho      | Stephenie Ann McPherson |
| 2015 | Allyson Felix            | Shaunae Miller       | Shericka Jackson        |
| 2017 | Phyllis Francis          | Salwa Eid Naser      | Allyson Felix           |
| 2019 | Salwa Eid Naser          | Shaunae Miller-Uibo  | Shericka Jackson        |
| 2022 | Shaunae Miller-Uibo      | Marileidy Paulino    | Sada Williams           |
| 2023 | Marileidy Paulino        | Natalia Kaczmarek    | Sada Williams           |

### Weltrekordentwicklung

#### Männer
In der Frühzeit der modernen Leichtathletik wurden ab 1865 bis 1900 Zeiten von 53½ Sekunden bis 47,0 Sekunden erzielt, häufig nicht auf einer der später normgerechten ovalen Bahnen.
Die früheste bekannte Bestzeit, 53 1/2 s auf der 440-Yards-Strecke (402,336 m), stammt von dem Iren Edward Hunt (17. Mai 1865 in Dublin).
Der US-Amerikaner Lon Myers, in den 1880er Jahren ein bekannter Läufer, lief die 440 Yards am 20. September 1879 in New York erstmals unter 50 Sekunden (49 1/5 s) und verbesserte seinen Rekord bis 1885 auf 48 4/5 s.
Wegen des Verbots sogenannter Bürstenschuhe wurden 1968 mehrere Bestzeiten auf Sprintstrecken nicht als Weltrekorde anerkannt. Darunter sind auch die 44,0 s (44,06 s) des späteren Olympiasiegers Lee Evans am 14. September 1968 in Echo Summit. Die Zeit des Zweitplatzierten, Larry James (44,1 s), USA, wurde hingegen offizieller Weltrekord.
Lee Evans lief einen Monat später bei den Olympischen Spielen mit den herkömmlichen, erlaubten Spikes einen Weltrekord der knapp 20 Jahre Bestand hatte – so lange wie kein anderer seit Beginn der Statistik. Der neue Weltrekord, von Butch Reynolds mit 43,29 s am 17. August 1988 in Zürich gelaufen, lag um über eine halbe Sekunde unter dem alten. Eine so große Rekordverbesserung war zuvor nur Emerson Spencer 1928 gelungen (von 47,6 s auf 47,0 s).
Bemerkungen zur Tabelle:
- y: Zeit wurde als 440-Yards-Weltrekord (402,336 m) registriert und ist hier mit genannt, wenn sie unter dem folgenden 400-Meter-Weltrekord lag.
- Klammerangaben: Automatisch gestoppte Zeit

| Zeit (s)                      | Name                 | Datum                | Ort                  |                      |
| Handgestoppte Zeiten          | Handgestoppte Zeiten | Handgestoppte Zeiten | Handgestoppte Zeiten | Handgestoppte Zeiten |
| ----------------------------- | -------------------- | -------------------- | -------------------- | -------------------- |
| 47 4/5 y                      | Maxie Long           | 29. September 1900   | New York City        |                      |
| 48,2                          | Charles Reidpath     | 13. Juli 1912        | Stockholm            |                      |
| 47 2/5 y                      | Ted Meredith         | 27. Mai 1916         | Cambridge (USA)      |                      |
| 47,6                          | Eric Liddell         | 11. Juli 1924        | Colombes             |                      |
| 47,0                          | Emerson Spencer      | 12. Mai 1928         | Palo Alto            |                      |
| 46,4                          | Ben Eastman          | 26. März 1932        | Palo Alto            |                      |
| 46,2 (46,28)                  | Bill Carr            | 5. August 1932       | Los Angeles          |                      |
| 46,1                          | Archie Williams      | 19. Juni 1936        | Chicago              |                      |
| 46,0                          | Rudolf Harbig        | 12. August 1939      | Frankfurt am Main    |                      |
| 46,0                          | Grover Klemmer       | 6. Juni 1941         | Philadelphia         |                      |
| 45,9 (46,00)                  | Herb McKenley        | 2. Juli 1948         | Milwaukee            |                      |
| 45,8                          | George Rhoden        | 22. August 1950      | Eskilstuna           |                      |
| 45,4 (45,68)                  | Lou Jones            | 18. März 1955        | Mexiko-Stadt         |                      |
| 45,2                          | Lou Jones            | 30. Juni 1956        | Los Angeles          |                      |
| 44,9 (45,07)                  | Otis Davis           | 6. September 1960    | Rom                  |                      |
| 44,9                          | Carl Kaufmann        | 6. September 1960    | Rom                  |                      |
| 44,9                          | Mike Larrabee        | 12. September 1964   | Los Angeles          |                      |
| 44,5                          | Tommie Smith         | 20. Mai 1967         | San José             |                      |
| 44,1 (44,19)                  | Larry James          | 14. September 1968   | Echo Summit          |                      |
| Elektronisch gestoppte Zeiten |                      |                      |                      |                      |
| 43,86                         | Lee Evans            | 18. Oktober 1968     | Mexiko-Stadt         |                      |
| 43,29                         | Harry Reynolds       | 17. August 1988      | Zürich               |                      |
| 43,18                         | Michael Johnson      | 26. August 1999      | Sevilla              |                      |
| 43,03                         | Wayde van Niekerk    | 14. August 2016      | Rio de Janeiro       |                      |

#### Frauen
Die frühesten 400-Meter-Zeiten von Frauen sind von Anfang des 20. Jahrhunderts aus Finnland bekannt. Für Hilja Heinonen wurde am 25. Juli 1900 eine Zeit von 1:47 min 4/5 s gestoppt; diese Zeit verbesserten finnische Frauen bis 1911 auf 1:07,1 min. Ab 1917 sind 400-Meter-Läufe von Sportlerinnen aus Frankreich, Irland, Großbritannien und Russland bekannt.
Die internationale Frauen-Sportorganisation FSFI registrierte seit 1922 Weltrekorde für die 440-Yards-Strecke (402,336 m). Die internationale Leichtathletik-Föderation IAAF führte erst mit der Zulassung des 400-Meter-Laufs bei internationalen Höhepunkten Weltrekorde, den ersten im Jahr 1957.
In der Zeit davor war die Bestleistung vorwiegend im Besitz von Läuferinnen aus Großbritannien sowie aus osteuropäischen Ländern, dreimal auch Ursula Donath aus der DDR.
Von 1955 bis 1962 stellte die sowjetische Läuferin Marija Itkina fünf Weltrekorde auf (anfangs noch inoffiziell). Eine weitere dominierende 400-Meter-Läuferin dieser Zeit, die Australierin Betty Cuthbert stellte hingegen nie einen 400-Meter-Weltrekord auf, dafür aber vier 440-Yards-Rekorde (1959 bis 1963, hier nicht aufgeführt).

##### Shin Kim Dan
Fünf Bestleistungen erzielte Shin Kim Dan aus Nordkorea (1960: 53,0 s bis 1964: 51,2 s). Nordkorea war zu dieser Zeit noch nicht von der IAAF anerkannt, eine Leistung vom 23. Oktober 1962 wurde dennoch als Weltrekord registriert. Mit der Zeit von 51,9 s unterbot Shin Kim Dan die Marke von Marija Itkina um 1,5 Sekunden – die größte Weltrekordverbesserung in der Geschichte des 400-Meter-Laufs. Dieser Weltrekord hatte fast sieben Jahre Bestand (18. September 1969: Colette Besson (Frankreich), 51,7 s). Betty Cuthbert kam ihm bei ihrem Olympiasieg 1964 in Tokio sehr nahe, als 52,01 s elektronisch gestoppt wurden.

##### 1970er und 1980er Jahre
Seit 1972 war der Weltrekord überwiegend im Besitz von DDR-Sportlerinnen (9 von 14 Rekorden seit 1972). Die überragende Läuferin Mitte der 1970er Jahre war die Polin Irena Szewińska mit drei Weltrekorden und dem ersten Lauf unter 50 Sekunden (1974). Ab 1978 stellte Marita Koch sieben Weltrekorde auf, den letzten mit 47,60 s (1985). Er ist nach wie vor die gültige Bestzeit und der zweitälteste bestehende Leichtathletik-Weltrekord für olympische Disziplinen (Stand jeweils zum 18. August 2016). Älter ist nur der 800-Meter-Weltrekord von Jarmila Kratochvílová (Tschechoslowakei) vom Juli 1983. Zwei Wochen nach diesem Rekord unterbrach sie die Weltrekordserie von Marita Koch: Neben Koch ist Kratochvilová die einzige Frau, der ein 400-Meter-Lauf unter 48 Sekunden gelang (47,99 s am 10. August 1983).

##### Tabelle der Weltrekorde
Bemerkung:
- y: Weltrekorde für 440 Yards, hier zum Vergleich mit dem später registrierten ersten 400-Meter-Weltrekord genannt

| Zeit (s)                      | Name                  | Datum                | Ort                  |
| Handgestoppte Zeiten          | Handgestoppte Zeiten  | Handgestoppte Zeiten | Handgestoppte Zeiten |
| ----------------------------- | --------------------- | -------------------- | -------------------- |
| 57,0 y                        | Marlene Mathews       | 6. Januar 1957       | Sydney               |
| 57,0 y                        | Marise Chamberlain    | 16. Februar 1957     | Christchurch         |
| 56,3 y                        | Nancy Boyle           | 24. Februar 1957     | Sydney               |
| 55,2                          | Polina Lasarewa       | 10. Mai 1957         | Moskau               |
| 54,0                          | Marija Itkina         | 8. Juni 1957         | Minsk                |
| 53,6                          | Marija Itkina         | 6. Juli 1957         | Moskau               |
| 53,4                          | Marija Itkina         | 12. September 1959   | Krasnodar            |
| 53,4                          | Marija Itkina         | 14. September 1962   | Belgrad              |
| 51,9                          | Shin Kim Dan          | 23. Oktober 1962     | Pjöngjang            |
| 51,7 (51,77)                  | Nicole Duclos         | 18. September 1969   | Athen                |
| 51,7 (51,79)                  | Colette Besson        | 18. September 1969   | Athen                |
| 51,0 (51,02)                  | Marilyn Neufville     | 25. Juli 1970        | Edinburgh            |
| 51,0 (51,08)                  | Monika Zehrt          | 4. Juli 1972         | Colombes             |
| 49,9                          | Irena Szewińska       | 22. Juni 1974        | Rom                  |
| Elektronisch gestoppte Zeiten |                       |                      |                      |
| 50,14                         | Riitta Salin          | 4. September 1974    | Rom                  |
| 49,77                         | Christina Brehmer     | 9. Mai 1976          | Dresden              |
| 49,75                         | Irena Szewińska       | 22. Juni 1976        | Bydgoszcz            |
| 49,29                         | Irena Szewińska       | 29. Juli 1976        | Montreal             |
| 49,19                         | Marita Koch           | 2. Juli 1978         | Leipzig              |
| 49,03                         | Marita Koch           | 19. August 1978      | Potsdam              |
| 48,94                         | Marita Koch           | 31. August 1978      | Prag                 |
| 48,89                         | Marita Koch           | 29. Juli 1979        | Potsdam              |
| 48,60                         | Marita Koch           | 4. August 1979       | Turin                |
| 48,16                         | Marita Koch           | 8. September 1982    | Athen                |
| 47,99                         | Jarmila Kratochvílová | 10. August 1983      | Helsinki             |
| 47,60                         | Marita Koch           | 6. Oktober 1985      | Canberra             |

### Weltbestenliste

#### Männer
Alle Läufer mit einer Zeit von 44,18 s oder schneller. A = Zeit wurde unter Höhenbedingungen erzielt.
Letzte Veränderung: 31. Mai 2025
1. 43,03 s  Wayde van Niekerk, Rio de Janeiro, 14. August 2016
2. 43,18 s  Michael Johnson, Sevilla, 26. August 1999
3. 43,29 s  Harry Reynolds, Zürich, 17. August 1988
4. 43,40 s  Quincy Hall, Paris, 7. August 2024
5. 43,44 s  Matthew Hudson-Smith, Paris, 7. August 2024 (Europarekord)
6. 43,45 s  Jeremy Wariner, Osaka, 31. August 2007
7. 43,45 s  Michael Norman, Torrance, 20. April 2019
8. 43,48 s  Steven Gardiner, Doha, 4. Oktober 2019
9. 43,50 s  Quincy Watts, Barcelona, 5. August 1992
10. 43,64 s  Fred Kerley, Des Moines, 27. Juli 2019
11. 43,65 s  LaShawn Merritt, Peking, 26. August 2015
12. 43,70 s  Champion Allison, Eugene, 25. Juni 2022
13. 43,72 s  Isaac Makwala, La Chaux-de-Fonds, 5. Juli 2015
14. 43,74 s  Kirani James, Lausanne, 3. Juli 2014
15. 43,74 s  Muzala Samukonga, Paris, 7. August 2024
16. 43,74 s  Zakithi Nene, Nairobi, 31. Mai 2025
17. 43,78 s  Jereem Richards, Paris, 7. August 2024
18. 43,81 s  Danny Everett, New Orleans, 26. Juni 1992
19. 43,85 s  Randolph Ross, Eugene, 11. Juni 2021
20. 43,86 s A  Lee Evans, Mexiko-Stadt, 18. Oktober 1968
21. 43,87 s  Steve Lewis, Seoul, 28. September 1988
22. 43,93 s  Youssef Masrahi, Peking, 23. August 2015
23. 43,93 s  Rusheen McDonald, Peking, 23. August 2015
24. 43,93 s  Anthony Zambrano, Tokio, 2. August 2021
25. 43,94 s  Akeem Bloomfield, Eugene, 8. Juni 2018
26. 43,97 s A  Larry James, Mexiko-Stadt, 18. Oktober 1968
27. 43,98 s  Jacory Patterson, Miramar, 3. Mai 2025
28. 44,01 s  Machel Cedenio, Rio de Janeiro, 14. August 2016
29. 44,02 s  Baboloki Thebe, Lausanne, 6. Juli 2017
30. 44,03 s  Michael Cherry, Brüssel, 3. September 2021
31. 44,05 s  Angelo Taylor, Indianapolis, 23. Juni 2007
32. 44,05 s  Christopher Morales Williams, Gainesville, 11. Mai 2024
33. 44,07 s  Abdalelah Haroun, London, 21. Juli 2018
34. 44,09 s  Alvin Harrison, Atlanta, 19. Juni 1996
35. 44,09 s  Jerome Young, New Orleans, 21. Juni 1998
36. 44,10 s  Gary Kikaya, Stuttgart, 9. September 2006
37. 44,10 s A  Bayapo Ndori, Nairobi, 20. April 2024
38. 44,10 s  Vernon Norwood, London, 20. Juli 2024
39. 44,11 s  Luguelín Santos, Peking, 26. August 2015
40. 44,13 s  Derek Mills, Eugene, 4. Juni 1995
41. 44,13 s  Nathon Allen, Eugene, 8. Juni 2018
42. 44,13 s  Antonio Watson, Budapest, 22. August 2023
43. 44,14 s  Roberto Hernández, Sevilla, 30. Mai 1990
44. 44,15 s  Anthuan Maybank, Lausanne, 3. Juli 1996
45. 44,15 s  Alexander Doom, Rom, 10. Juni 2024
46. 44,15 s  Chris Robinson, Gainesville, 19. April 2025
47. 44,16 s  Otis Harris, Athen, 23. August 2004
48. 44,17 s  Innocent Egbunike, Zürich, 19. August 1987
49. 44,17 s  Christopher Bailey, Shaoxing, 3. Mai 2025
50. 44,18 s  Samson Kitur, Barcelona, 3. August 1992

- deutscher Rekord: Thomas Schönlebe – 44,33 s am 3. September 1987 in Rom
- Schweizer Rekord: Matthias Rusterholz – 44,99 s am 3. Juli 1996 in Lausanne
- österreichischer Rekord: Clemens Zeller – 45,69 s am 3. Juni 2010 in St. Pölten

#### Frauen
Alle Läuferinnen mit einer Zeit von 49,47 s oder schneller. A = Zeit wurde unter Höhenbedingungen erzielt.
Letzte Veränderung: 16. Juni 2025
1. 47,60 s  Marita Koch, Canberra, 6. Oktober 1985
2. 47,99 s  Jarmila Kratochvílová, Helsinki, 10. August 1983
3. 48,14 s  Salwa Eid Naser, Doha, 3. Oktober 2019
4. 48,17 s  Marileidy Paulino, Paris, 9. August 2024
5. 48,25 s  Marie-José Perec, Atlanta, 29. Juli 1996
6. 48,27 s  Olha Bryshina, Canberra, 6. Oktober 1985
7. 48,36 s  Shaunae Miller-Uibo, Tokio, 6. August 2021
8. 48,57 s  Nickisha Pryce, London, 20. Juli 2024
9. 48,59 s  Taťána Kocembová, Helsinki, 10. August 1983
10. 48,63 s  Cathy Freeman, Atlanta, 29. Juli 1996
11. 48,70 s  Sanya Richards, Athen, 17. September 2006
12. 48,74 s  Sydney McLaughlin-Levrone, Eugene, 8. Juli 2023
13. 48,83 s  Valerie Brisco-Hooks, Los Angeles, 6. August 1984
14. 48,89 s  Ana Guevara, Saint-Denis, 27. August 2003
15. 48,90 s  Natalia Kaczmarek, London, 20. Juli 2024
16. 49,05 s  Chandra Cheeseborough, Los Angeles, 6. August 1984
17. 49,07 s  Tonique Williams-Darling, Berlin, 12. September 2004
18. 49,07 s  Rhasidat Adeleke, Rom, 10. Juni 2024
19. 49,10 s  Falilat Ogunkoya, Atlanta, 29. Juli 1996
20. 49,11 s  Olga Nasarowa, Seoul, 25. September 1988
21. 49,13 s  Britton Wilson, Baton Rouge, 13. Mai 2023
22. 49,13 s  Kaylyn Brown, Eugene, 8. Juni 2024
23. 49,14 s  Gabrielle Thomas, Kingston, 5. April 2025
24. 49,16 s  Antonina Kriwoschapka, Tscheboksary, 5. Juli 2012
25. 49,17 s  Femke Bol, Glasgow, 2. März 2024 (Hallenweltrekord)
26. 49,19 s  Marija Pinigina, Helsinki, 10. August 1983
27. 49,19 s  Aminatou Seyni, Lausanne, 5. Juli 2019
28. 49,22 s  Christine Mboma, Windhoek, 17. April 2021
29. 49,24 s  Sabine Busch, Erfurt, 2. Juni 1984
30. 49,24 s  Isabella Whittaker, Virginia Beach, 15. März 2025
31. 49,26 s  Allyson Felix, Peking, 27. August 2015
32. 49,26 s  Aaliyah Butler, Eugene, 14. Juni 2025
33. 49,28 s  Pauline Davis-Thompson, Atlanta, 29. Juli 1996
34. 49,28 s  Julija Guschtschina, Tscheboksary, 5. Juli 2012
35. 49,29 s  Irena Szewińska, Montréal, 29. Juli 1976
36. 49,29 s  Charity Opara, Rom, 14. Juli 1998
37. 49,29 s  Amber Anning, Paris, 9. August 2024
38. 49,30 s  Petra Schersing-Müller, Jena, 3. Juni 1988
39. 49,30 s  Lorraine Fenton, Monaco, 19. Juli 2002
40. 49,32 s  Shericka Williams, Berlin, 18. August 2009
41. 49,33 s  Amantle Montsho, Monaco, 19. Juli 2013
42. 49,34 s  Stephenie Ann McPherson, Tokio, 4. August 2021
43. 49,40 s  Jearl Miles Clark, Indianapolis, 14. Juni 1997
44. 49,41 s  Christine Ohuruogu, Moskau, 12. August 2013
45. 49,42 s  Grit Breuer, Tokio, 27. August 1991
46. 49,43 s  Kathy Smallwood-Cook, Los Angeles, 6. August 1984
47. 49,43 s A  Fatima Yusuf, Harare, 15. September 1995
48. 49,46 s  Kendall Ellis, Eugene, 23. Juni 2024
49. 49,47 s  Aelita Jurtschenko, Moskau, 4. September 1988
50. 49,47 s  Shericka Jackson, Doha, 3. Oktober 2019

- Schweizer Rekord: Léa Sprunger – 50,52 am 1. Juli 2018 in La Chaux-de-Fonds
- österreichischer Rekord: Susanne Gogl-Walli – 50,60 s am 5. September 2024 in Zürich